# Кчево (Картузький повіт)
Кчево (пол. Kczewo, нім. Exau) — село в Польщі, у гміні Пшодково Картузького повіту Поморського воєводства.
Населення — 514 осіб (2011).
У 1975-1998 роках село належало до Гданського воєводства.

## Демографія
Демографічна структура станом на 31 березня 2011 року:
|          | Загалом | Допрацездатний вік | Працездатний вік | Постпрацездатний вік |
| -------- | ------- | ------------------ | ---------------- | -------------------- |
| Чоловіки | 271     | 72                 | 186              | 13                   |
| Жінки    | 243     | 59                 | 155              | 29                   |
| Разом    | 514     | 131                | 341              | 42                   |